# Ungersk hjorttryffel
Ungersk hjorttryffel (Elaphomyces virgatosporus) är en svampart som tillhör divisionen sporsäcksvampar, och som beskrevs av Ladislaus(Lászlo) Hollós. Ungersk hjorttryffel ingår i släktet Elaphomyces, och familjen hjorttryfflar. Enligt den svenska rödlistan är arten starkt hotad i Sverige. Arten förekommer på Gotland och Öland. Artens livsmiljö är skogslandskap, jordbrukslandskap.